# 乙女峠マリア聖堂
乙女峠マリア聖堂（おとめとうげマリアせいどう）は、島根県鹿足郡津和野町にあるキリスト教の聖堂。津和野駅西側の山中に位置しており、名称は江戸末期から明治初頭の隠れキリシタンにまつわる歴史に由来する。

## 概要
聖堂が所在する山は正式名称を、枕流軒（ちんりゅうけん）と言うが、地元では津和野城の城主の娘が埋葬されたことから「乙女山」と呼ばれてきた。
1867年（慶応3年）、長崎のフランス人神父ベルナール・プティジャンによる信徒発見をきっかけに、新政府による大規模な隠れキリシタン弾圧事件が起こる（浦上四番崩れ）。長崎浦上村の3,392名は萩・福山などに配流となり、1868年（明治元年）に浦上村の信徒たちを率いていた28名が、翌年にはその家族など125名、合わせて153名がこの地に送られた。
信徒らは、長崎から安芸国廿日市の津和野藩御船屋敷まで船で運ばれた後、津和野街道を90キロメートル程徒歩で移動して光琳寺に到着し、本堂に幽閉された。当初は津和野藩により改宗の説諭が行なわれたが棄教する者はなく、方針を改めた津和野藩により信徒に対して酷い拷問が行われて、1870年（明治3年）までに37名の殉教者を出した。
その際に、裸のまま屋外の牢に押し込められた信徒のもとに聖母マリアのような婦人が現れ、語りかけ励ましたという伝説があり、カトリック広島司教区の司教が聖母の出現として認可している（カトリック教会としては未承認）。
流罪となっていた信徒たちは1873年（明治6年）の禁教解除により釈放され、浦上へと帰された。
広島司教区は1939年（昭和14年）に田畑などになっていた光琳寺の跡地を購入し、1951年（昭和23年）に「聖母マリアと36人の殉教者に捧げる」聖堂として乙女峠記念堂が建立されたが、乙女峠の呼称は同年にこの歴史を綴った永井隆による絶筆『乙女峠』が刊行されたことにも由来する。聖堂は、聖母マリアに献堂されたことからのちに「マリア聖堂」と呼ばれるようになった。聖堂のステンドグラスには、当時の悲劇の様子が描かれている。
毎年5月3日には殉教者を偲ぶ「乙女峠まつり」が行われ、津和野カトリック教会に隣接する津和野幼花園の園児やキリスト教関係者など県内外から約2000名が訪れミサが行われている。
2019年2月5日、カトリック広島司教区は列聖省より調査開始許可を受け、殉教者37人の「福者」の認定を受けるための調査を開始、2023年までの認定を目指している。

## 所在地
- 〒699-5605 島根県鹿足郡津和野町後田ロ66

（津和野駅から徒歩20分ほど）